# Ратко Јанев
Ратко К. Јанев (30. март 1939, Сандански — Београд, 31. децембар 2019) био је македонски и српски научник и универзитетски професор атомске и нуклеарне физике.

## Биографија
Гимназију је завршио у Скопљу а студирао је на Електротехничком факултету у Београду где је и завршио постдипломске студије 1956. године. Докторирао је физику 1968. године у Београду на Природно Математичком Факултету.
Радио је на институту Борис Кидрич у Винчи, где је стекао звање научног саветника. Звање научног саветника (ранг редовног професора) је стекао 1981. Био је предавач и професор на Природно-математичком факултету у Скопљу из области нуклеарне и атомске физике. Од 1969. године предаје атомску физику на постдипломским студијама на Природно-математичком факултету у Београду. Радио је као научни саветник у Институту за физику у Земуну до преласка на функцију у Међународној Агенцији за Атомску Енергију. У МААЕ руководи одељењем за атомске и молекуларне податке и информације. Гостовао је на многим европским и америчким факултетима и институтима као предавач и професор укључујући Принстон и Оукриџ. Поред тога, радио је и у престижним институтима у Јапану и Кини, са највишим научним звањима. Један је од оснивача међународне конференције о јонизованим гасовима Symposium and Summer School on Physics of Ionized Gases (SPIG).
Редовни је члан је Македонске академије наука и уметности. Има преко 500 објављених научних радова из области атомске физике и блиских или сродних области. Најпознатији радови проф. Ратка Јанева су везани за области квантне теорије интеракција, посебно узајамних атомских интеракција, сударне атомске процесе и процесе атомских честица са чврстом површином, физику јонизованих гасова, физику гасних ласера и области физике конртолисане термонуклеарне фузије. У оквиру Македонске академије наука и уметности Јанев руководи најважнијим пројектима у областима природних и техничких наука. Деведестеих година је био уврштен у Члана предлагача Нобеловог комитета за науку-физика.
Престижну европску Хумболтову награду за физику добио је 2004. године. Уврштен је у истакнуте исељенике према Агенцији за исељеништво владе Републике Македоније. Од 1988. године је представљао Југославију и, касније Србију у Међународној агенцији за атомску енергију.
У оквиру научно-дипломатске активности у Међународној Агенцији за Атомску Енергију (МААЕ) Јанев је познат по томе што је покренуо и руководио у МААЕ/УН Програмом мирнодопског коришћења Термонуклеарне фузије као енергетског извора планираног за другу половину 21. века. Овај Програм МААЕ је ко-ординиран са више од 50 држава чланица УН-а које су имале и имају мирнодопске националне нуклеарне програме и чије су лабораторије научно и технички могле да подрже захтеве експеримената на подручју Термонуклеарне фузије. У овом Програму је учествовала и ЕУ као и бројне лабораторије за фузију са свих контитената света, па и бивша СФРЈ. Најпознатији експериментални Термонуклеарни реактор (ТОКАМАК) ове врсте је ИТЕР који је смештен на југу Француске и који би у периоду од наредних десет година требало да експериментално произведе аутпут енергије већи од уложеног инпута ("Break-even"), после чега би према стратегијама МААЕ наступила „комерцијална фаза" употребе овог вида нуклеарне енергије.

## Изабрана дела
-[4]
-
-[5]
-[6]